# Double substitution
 (novembre 2024).
Si vous disposez d'ouvrages ou d'articles de référence ou si vous connaissez des sites web de qualité traitant du thème abordé ici, merci de compléter l'article en donnant les références utiles à sa vérifiabilité et en les liant à la section « Notes et références ».
La double substitution est une stratégie employée au baseball. Elle permet de remplacer simultanément deux joueurs en défensive, tout en inversant leur position dans le rôle offensif de l'équipe.

## Description
Les règlements du baseball stipulent que lorsqu'un joueur est retiré de la partie, son remplaçant doit avoir son tour au bâton au même rang dans l'ordre des frappeurs de l'équipe. La double substitution permet de contourner exceptionnellement cette règle.
Par exemple, lorsqu'un manager décide de procéder à un changement de lanceur et qu'il choisit de retirer du match un joueur occupant n'importe laquelle des huit autres positions en défensive, le lanceur de relève amené dans la partie prendra dans l'alignement des frappeurs la place de l'autre joueur retiré du match au même moment. L'autre substitut (celui qui n'est pas lanceur) frappera quant à lui au tour au bâton normalement attribué au lanceur.
Une équipe peut effectuer un nombre illimité de doubles substitutions au cours d'un match.

## Utilité
Une équipe a plus souvent recours à la double substitution vers la fin d'une partie. Comme les lanceurs, surtout ceux de relève, sont très souvent de piètres frappeurs, la stratégie permet à l'autre joueur amené dans le match de se présenter au bâton dans les manches suivantes, tout en repoussant le plus tard possible le tour au bâton du lanceur, qui le plus souvent sera lui aussi remplacé avant de venir frapper. Par conséquent, le joueur en défensive qui quittera la partie lors d'une double substitution est souvent un des joueurs ayant été parmi les derniers à avoir eu son tour au bâton dans la demi-manche précédente.
Le fait de remplacer un joueur régulier de l'équipe par un substitut peut affaiblir l'équipe en défensive, mais le manager préfère alors courir ce risque pour augmenter les chances de sa formation à l'attaque, ce qui est essentiellement l'objectif de la double substitution.

## Ligues majeures de baseball
Les Ligues majeures de baseball (MLB) sont divisées en deux ligues : la Ligue américaine et la Ligue nationale. La Ligue américaine emploie dans tous ses matchs, ainsi que dans les matchs intra-ligues disputées sur le terrain d'un club de l'Américaine, la règle du frappeur désigné. Cette dernière règle signifie que le lanceur ne prend pas de tour au bâton et qu'un autre joueur (le frappeur désigné) est utilisé uniquement en attaque, prenant un tour établi en début de rencontre dans le rôle offensif sans jamais jouer en défensive. L'emploi du frappeur désigné rend donc peu utile la stratégie de la double substitution pour les clubs de la Ligue américaine. 
Par conséquent, la double substitution est surtout employée par les équipes de la Ligue nationale.